# Cape Wrath (geografia)

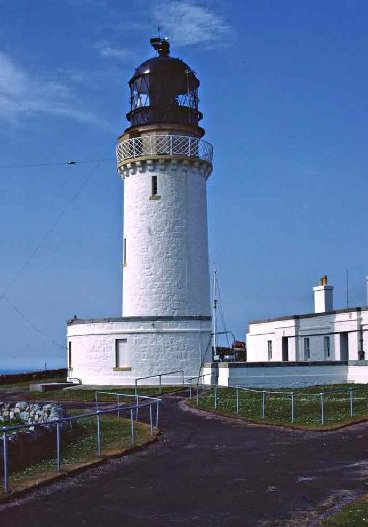
Latarnia morska na Cape Wrath

Cape Wrath (gael. Am Parbh) – przylądek w Szkocji, nad Morzem Szkockim, najdalej na północny zachód wysunięty skrawek wyspy Wielkiej Brytanii. Znajduje się na nim zbudowana w 1828 roku latarnia morska.